# Leptogenys antongilensis
Leptogenys antongilensis är en myrart som beskrevs av Carlo Emery 1899. Leptogenys antongilensis ingår i släktet Leptogenys och familjen myror. Inga underarter finns listade i Catalogue of Life.

## Bildgalleri

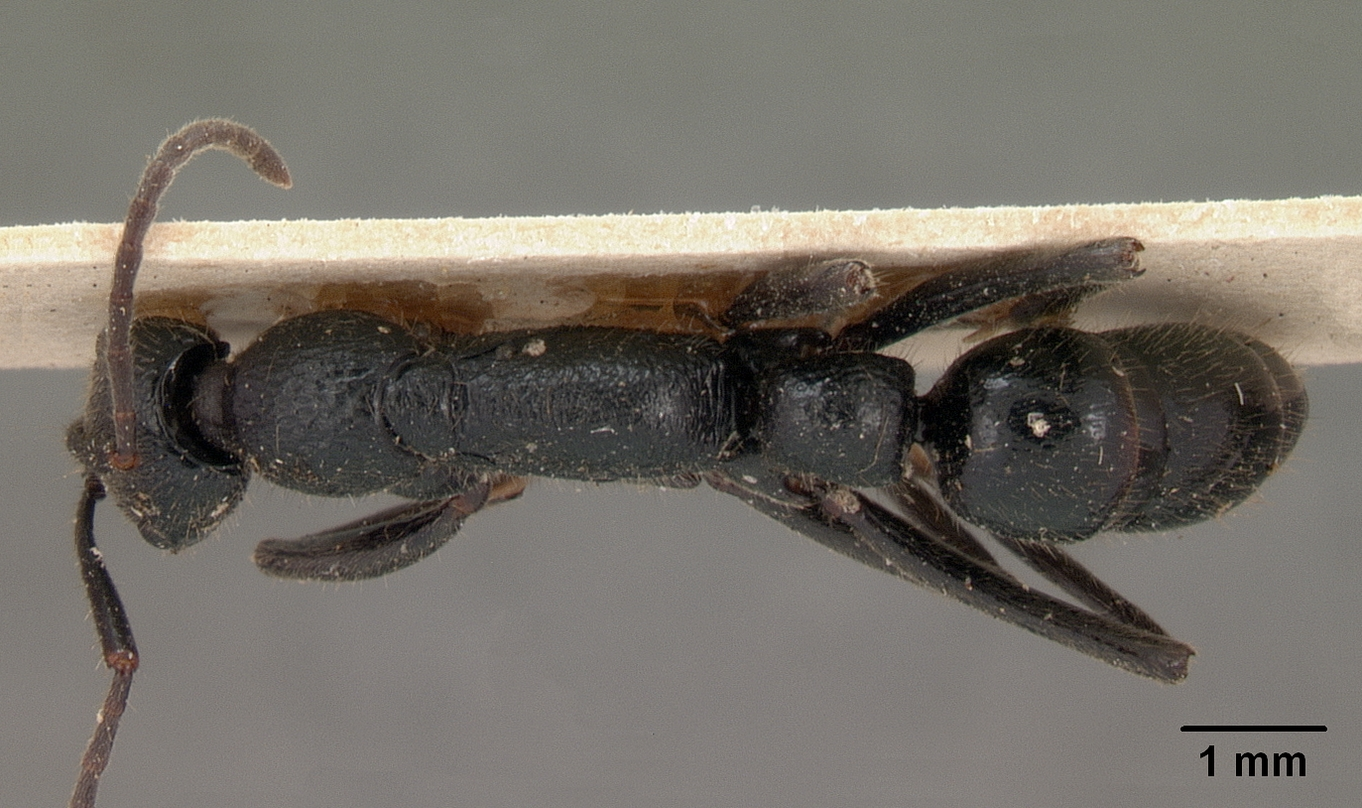
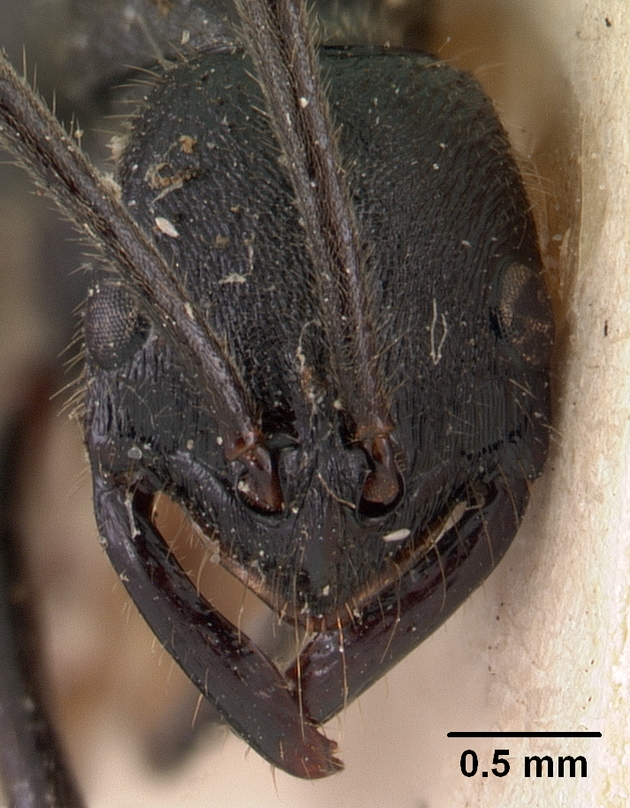
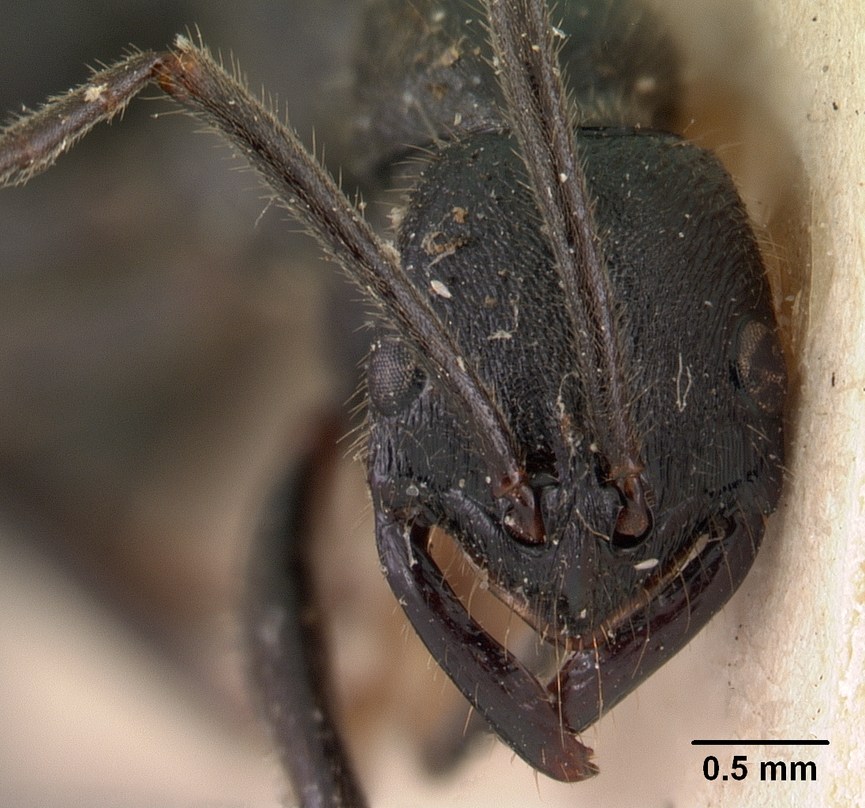
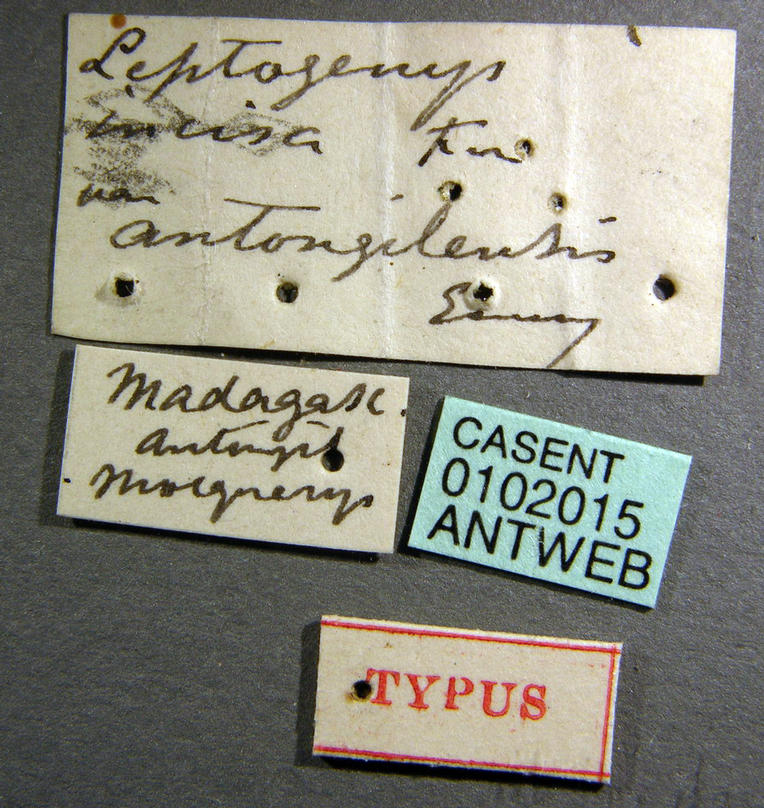
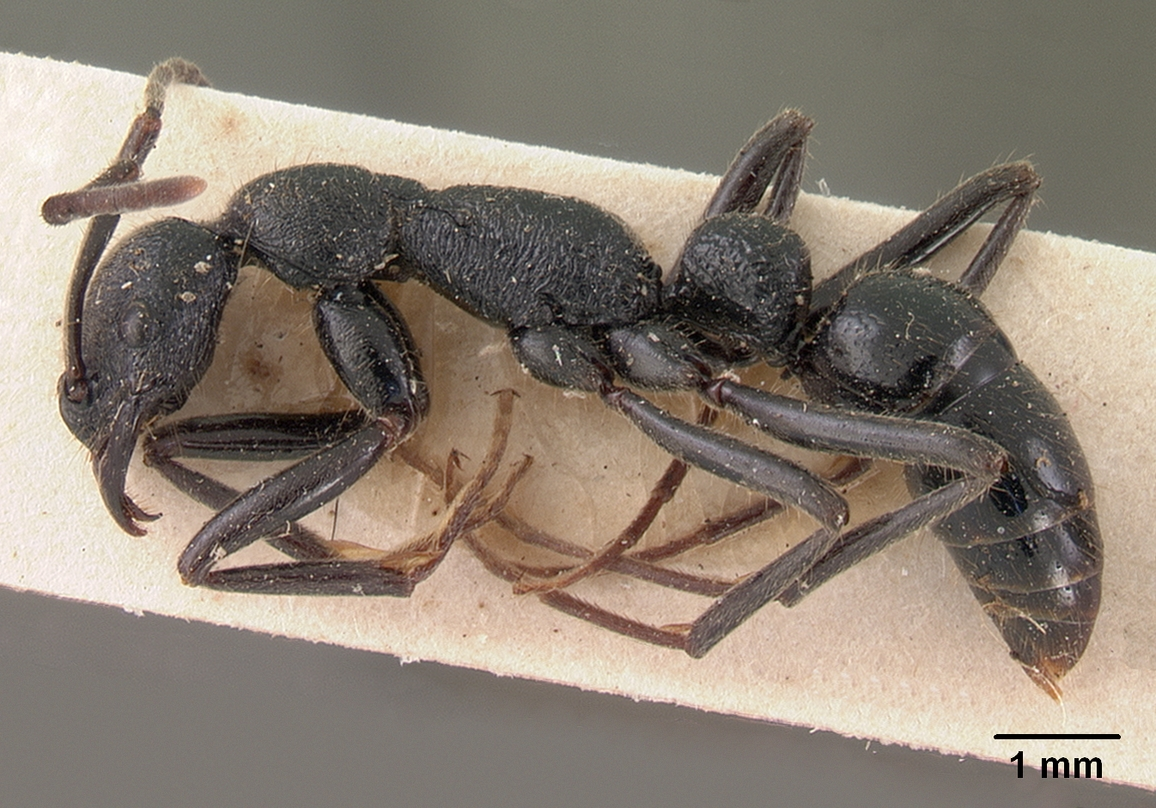
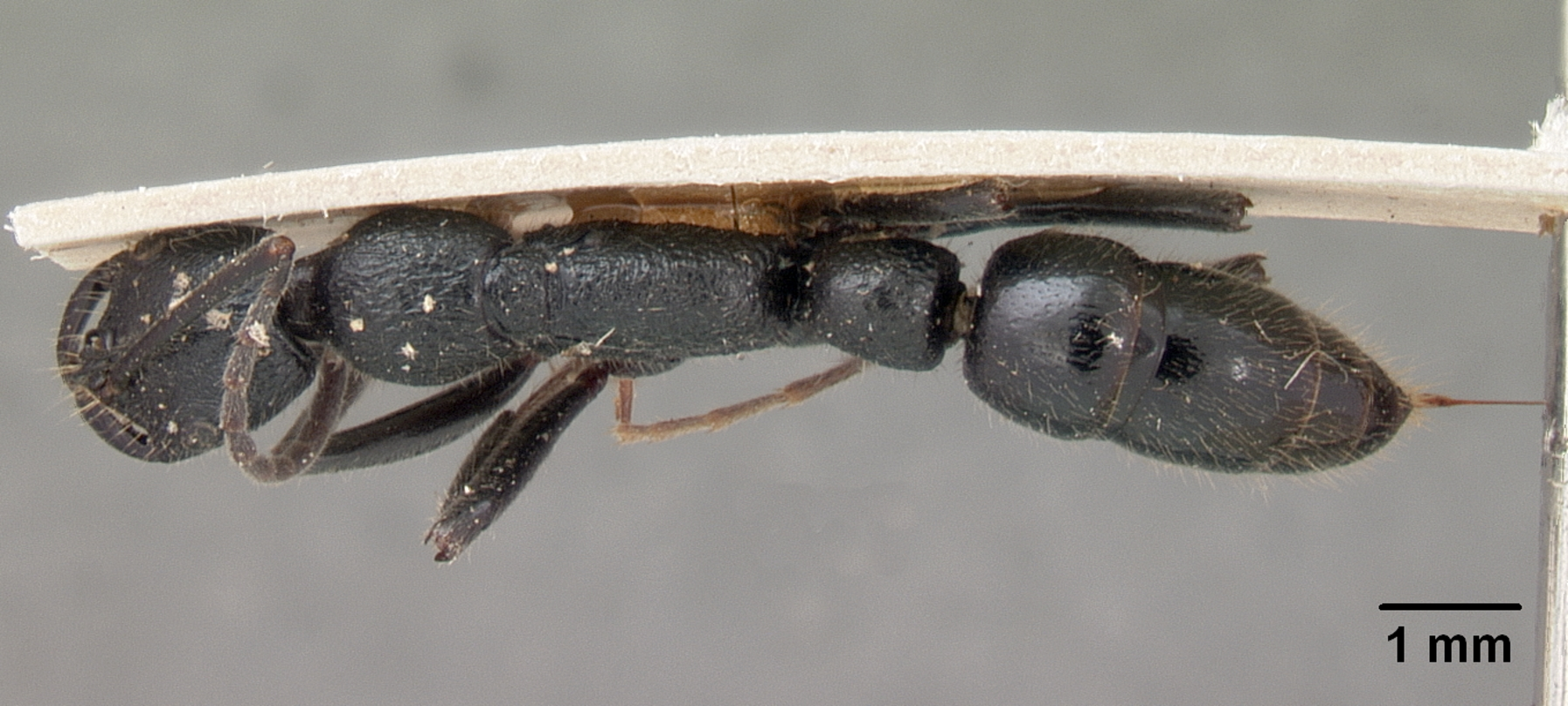